# Ingrid Bjoner
Ingrid Bjoner (Ingrid Kristine Bjoner Pierpoint) (8 de noviembre de 1927 - 4 de septiembre de 2006) fue una soprano dramática noruega - nacida en Kråkstad - particularmente destacada en óperas de Wagner y Richard Strauss.

## Biografía
Farmacéutica recibida en la Universidad de Oslo, su carrera como cantante comenzó al cantar en la catedral de Oslo, estudió en Alemania (Düsseldorf y Fráncfort del Meno) con la célebre Franziska Martienssen-Lohmann.
Debutó en Wuppertal y en Oslo junto a la legendaria Kirsten Flagstad en El ocaso de los dioses (Götterdämmerung).
Cantó en las principales casas líricas: el Metropolitan Opera (1962 a 1967), la Ópera Estatal de Baviera, Norwegian National Opera, Wiener Staatsoper, Ópera de San Francisco, el Festival de Bayreuth y el Teatro Colón de Buenos Aires donde apareció como Senta, Agatha, Leonora y la Emperatriz de Die Frau ohne Schatten en dos oportunidades (1965 y 1970)
A su retiro enseñó en la Norwegian Academy of Music y en la Royal Danish Academy of Music.

## Discografía de referencia
- Strauss: Die Frau Ohne Schatten / Keilberth, 1963, Munich (con Inge Borkh, Jess Thomas, Dietrich Fischer-Dieskau, Martha Mödl)
- Strauss: Die Frau Ohne Schatten / Sawallisch, 1976, Munich (con Birgit Nilsson, James King, Astrid Varnay, Dietrich Fischer Dieskau)
- Strauss: Elektra (Crysotemis) / Sawallisch, 1971, Roma
- Strauss: Feuersnot / Keilberth, 1965
- Strauss: Der Rosenkavalier / Kempe, 1966, Munich
- Wagner: Götterdämmerung (Gutrune) / Fjelstad, 1956 (con Kirsten Flagstad y Set Svanholm)